# Салтаново (Печорский район)
Салтаново — деревня в Печорском районе Псковской области России. Входит в состав сельского поселения «Изборская волость».
Расположена в 15 км к юго-востоку от города Печоры и в 7 км к югу от Изборска, северо-западнее Мальского озера.

## Население
Численность населения деревни на 2000 год составляет 3 человека, на 2011 год — 9 человек.
| 2001 | 2002 | 2010 |
| ---- | ---- | ---- |
| 3    | →3   | ↘0   |